# وسام قسطنطين
وسام قسطنطين (1 أغسطس 1986 -) أول لاعب أصم محترف في الدوري اللبناني لكرة السلة طوله 1.92 م، ووزنه 85 كجم (187 رطل).

## حياة مبكرة
ولد في مغدوشة، جنوب لبنان في 1 أغسطس 1986، وهو الابن الأكبر لنديم قسطنطين وريفا حايك.

## التعليم

### (معهد إعادة التأهيل السمعي الصوتي - عين عار) (1997-2003)
بعد بدء تعليمه المبكر في مدرسة جَدهِ، Lycée le Prince ، وبسبب ظروف خاصة، قرر والدا وسام نقله إلى مدرسة أخرى، مدرسة خاصة للصم، كان اختيارهم. IRAP (معهد إعادة التأهيل السمعي الصوتي - عين عار) وحضر وسام المعهد حتى اجتياز الامتحانات الرسمية.

### المدرسة الثانوية (2003-2006)
بعد تخرجه من المعهد، لم تكن هناك مدارس ثانوية في لبنان ليلتحق بها وسام.

### جامعة سيدة اللويزة - زوق مصبح - (2006-2009)
على الرغم من أن الدول الأجنبية لديها جامعات متخصصة للصم مثل جامعة غالوديت في الولايات المتحدة الأمريكية، إلا أن وسام أصر على مواصلة تعليمه في بلده لبنان الذي يفتقر إلى جامعات للطلاب ذوي الاحتياجات الخاصة.
قدم وسام اختبار القبول لدخول جامعة سيدة اللويزة وحصل على قبول. ثم تخرج في يونيو 2009 بامتياز، ليكون أول طالب أصم في لبنان والشرق الأوسط يصل إلى هذا المستوى العالي من التعليم في بلاده.
كما قال في مقابلة تلفزيونية يوضح اختياره للتخصص: «كان حلمي أن أكون طبيباً، وكنت دائمًا أؤمن أنه يمكنني تحقيق ذلك. لكن لسوء الحظ، لا يقبل المجتمع اللبناني عادة» الطبيب الأصم«. ولذلك، كان تحقيق حلمي في بلدي صعبًا بعض الشيء، ولهذا السبب وجدت تخصصًا موازيًا: علم المختبرات السريرية».

### الجامعة الأمريكية في بيروت - (2009 إلى الوقت الحاضر)
دفعه طموحه إلى المضي قدماً إلى درجة الماجستير في علم الأحياء الدقيقة والمناعة. وهكذا قدم نفسه إلى الجامعة الأمريكية في بيروت وحصل على قبول.

## سيرة كرة السلة

### من 1998 إلى 2002
في صيف 2001، انضم وسام إلى نادي مغدوشة تحت 16 سنة لتطوير مهاراته في كرة السلة.

### بلو ستارز 2002-2005
في صيف 2002، خلال مباراة ودية، حقق وسام دبل-دبل (نقاط ومتابعات) وأظهر إمكانات جذبت المدرب بيير قرداحي الذي طلب منه التوقيع مع النجوم الزرقاء. لعب وسام مع النجوم الزرقاء لمدة 3 مواسم. وكانت مباراته الأكثر إثارة للإعجاب هي المباراة ضد الرياضي. وعلى الرغم من أنهم خسروا المباراة، إلا أن وسام سجل 24 نقطة و15 كرة مرتدة و7 تسديدات بلوك.

### نادي هومنتمن 2006-2007
في أكتوبر 2005، لم يوقع وسام مع أي فريق. بعد اجتياز امتحاناته الرسمية، ودخول جامعة سيدة اللويزة، عاود لعب كرة السلة مع فريق الجامعة، ثم وقع مع نادي هومنتمن بيروت.

### نادي المركزية جونية 2007-2008
بعد موسم غير سار مع نادي هومنتمن، انتقل وسام إلى نادي المركزية جونية الذي يدربه باتريك سابا.

### لويز 2008-2011
بناء فريق قوي يهدف إلى الوصول إلى الدرجة الأولى ابتداءً من الدرجة الرابعة، اختارت لويز وسام لتكون معهم. ووقع عقدًا ولعب معهم لمدة عامين. وفازوا في الدرجة الرابعة وحصلوا على المركز الثاني في الدرجة الثالثة.
في الدرجة الثانية، بنى لويز فريقًا أفضل مع المدرب شفيق عقيقي. وجدد وسام العقد لمدة عامين آخرين. بعد الفشل في الوصول إلى الدرجة الأولى، انهار الفريق واستقال المدرب عقيقي، ونتيجة لذلك قرر وسام الاستقالة أيضًا.

### عينطورة 2012
بسبب مشاكل صحية، اضطر وسام لإيقاف كرة السلة لمدة 6 أشهر لكن شغفه بهذه اللعبة منعه من التقاعد ولهذا السبب، قرر البدء مرة أخرى مع فريق عينطورة لاكتساب القدرة على التحمل ومهاراته مرة أخرى.

## الجوائز والتكريمات
- خلال برنامج البكالوريوس في علم المختبرات السريرية، وضع وسام قائمة العميد 3 مرات. في ربيع 2008، خريف 2009 وربيع 2009.
- في أبريل 2008، قدمت له كلية العلوم الطبيعية والتطبيقية بجامعة سيدة اللويزة جائزة سعيد عقل للإبداع.[1]
- علاوة على ذلك، حصل على جائزة التميز الأكاديمي في العلوم الإنسانية خلال بدء حفل التخرج في يوليو 2009.
- كما تم تكريم وسام من قبل الرئيس اللبناني ميشال سليمان الذي استقبله هو وعائلته في أكتوبر 2009. [2]
- في شباط 2010 حصل على جائزة من اتحاد طلبة القوات اللبنانية. كما تم تكريمه من قبل وزير الصحة محمد جواد خليفة لكونه الأول في امتحان ممارسة المهنة حتى عام 2010.[5]
- في ديسمبر، حصل وسام من جامعة سيدة اللويزة على جائزة تقدير الخريجين في ديسمبر 2010 تقديراً للإنجاز المهني المتميز القيادي والصفات الإنسانية الاستثنائية.[6]

## وسائل الإعلام

### المقابلات
- إنجيل هاي - تيلي لوميار - 29 أغسطس 2008
- نهاركم سعيد - LBC - مع زياد فهد - 9 أغسطس 2009
- بيناتنا- MTV - 13 مارس 2010 [7]
- عيش حياتك - تيلي لوميار - 6 مارس 2011

### مقالات
- «أصحاب التحديات يهدمون حواجز المجتمع بالإرادة» من رولا الحلو - مجلة Sinyé - العدد 8
- «أول خريج جامعي أصم: وسام قسطنطين» بقلم رولا الحلو - مجلة قمر - 22 أغسطس 2009

## روابط خارجية
- موقع IRAP
- موقع NDU
- موقع الجامعة الأميركية في بيروت